# Lijst van luchtvaartpioniers

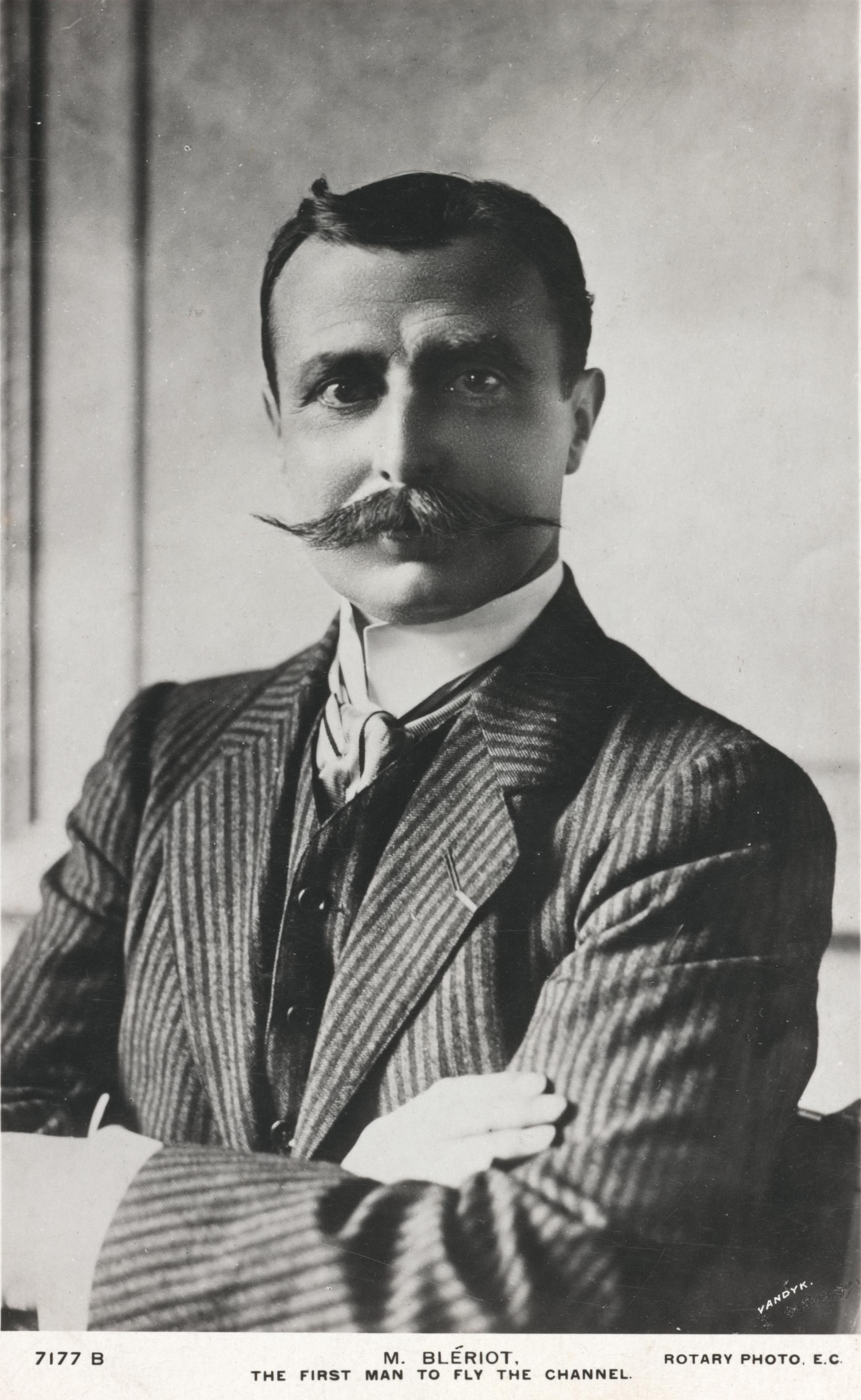
Louis Blériot.

Dit is een lijst van bekende luchtvaartpioniers.
- Clément Ader (1841-1926)
- Oleg Antonov (1906-1984)
- Albert Gillis von Baumhauer (1891-1939)
- Louis Blériot (1872-1936)
- William Edward Boeing (1881-1956)
- Milo Burcham (1903-1944)
- Giovanni Battista Caproni (1886-1957)
- Pierre de Caters (1875-1944)
- George Cayley (1773-1857)
- Clyde Cessna (1879–1954)
- Octave Chanute (1832-1910)
- Glenn Curtiss (1878-1930)
- Émile Dewoitine (1892-1979)
- Claude Dornier (1884-1969)
- Donald Wills Douglas (1892-1981)
- Amelia Earhart (1897-1937)
- Henri Farman (1874-1958)
- Anthony Fokker (1890-1939)
- Hugo Adrianus Vreeburg (1889–1973)
- Steve Fossett (1944-2007)
- Roland Garros (1888-1918)
- Gaston Génin (1901-1936)
- Henri Giraud (1879-1949)
- Pieter Guilonard (1895-1939)
- Geoffrey de Havilland (1882-1965)
- Johan Hilgers (1886-1945)
- Howard Hughes (1905-1976)
- Sergej Iljoesjin (1894-1977)
- Amy Johnson (1903-1941)
- Hugo Junkers (1859-1935)
- Daniel Kinet (1884-1910)
- Charles Kingsford Smith (1897-1935)
- Hermann Köhl (1888-1938)
- Frits Koolhoven (1886-1946)
- Samuel Pierpont Langley (1834-1906)
- Léon Levavasseur (1863-1922)
- Otto Lilienthal (1848-1896)
- Charles Lindbergh (1902-1974)
- Clément van Maasdijk (1885-1910)
- Marinus van Meel (1880-1958)
- Jean Mermoz (1901-1936)
- Willy Messerschmitt (1898-1978)
- Jacques Étienne Montgolfier (1745-1799)
- Joseph Michel Montgolfier (1740-1810)
- Georges Nélis (1886-1929)
- Frederick Handley Page (1885-1962)
- Albert Plesman (1889-1953)
- Antoine de Saint-Exupéry (1900-1944)
- Gustavo Salinas (1893-1964)
- Alberto Santos-Dumont (1873-1932)
- Bob Schreiner (1915-1994)
- Nevil Shute (1899-1960)
- Igor Sikorsky (1889-1972)
- Elinor Smith (1911-2010)
- Charles Stewart Rolls (1877-1910)
- Andrej Toepolev (1888-1972)
- Alliot Verdon-Roe (1877-1958)
- Orville Wright (1871-1948)
- Wilbur Wright (1867-1912)